# 송용억가옥
송용억가옥(宋容億家屋)은 대전광역시 대덕구 송촌동, 동춘당공원에 있는 건축물이다. 1989년 3월 18일 대전광역시의 민속문화재 제2호로 지정되었다.

## 개요
동춘당 송준길의 둘째 손자 송병하가 분가하면서 살기 시작하여 현재 11대손까지 살아오고 있는 집이다. 이곳은 17세기에서 18세기로 넘어가는 여류문학사의 공백을 메꾸어 줄만한 여류 문인인 호연재 김씨가 살았던 곳이기도 하다. 송병하의 며느리인 호연재 김씨는 여성 특유의 감성을 담은 많은 시를 남겼다.
안채와 큰사랑채·작은사랑채, 가묘로 구성되어 있다. 대문을 들어서면 왼쪽에 큰사랑채인 소대헌이 있고 오른쪽에 작은사랑채인 오숙재가 있다. 큰사랑채에는 넓은 대청과 온돌방을 배치하였고 방 사이에는 미닫이문을 달았다. 안채 앞에 위치한 작은사랑채는 오른쪽 끝에 툇마루를 한단 높게 두어 운치를 살렸다.안채는 작은사랑채의 왼쪽에 나있는 중문을 지나서 출입할 수 있다. 최근 대청에 유리덧문을 달아 원래의 모습을 잃었다. 안채의 뒤로 돌아가면 구릉 위에 가묘가 자리하고 있다.
사랑채가 2동이나 있어 사랑채의 기능이 확대되었을 것으로 보이는 이 가옥은 개방적인 배치를 하고 있어 기호지방 양반가옥의 특징을 잘 보여 준다.

## 사진

## 참고 자료
- 송용억가옥 - 국가유산청 국가유산포털